# Distrito de Vannes
El distrito de Vannes es un distrito (en francés arrondissement) de Francia, que se localiza en el departamento de Morbihan, de la région de Bretaña (en francés Bretagne). Cuenta con 17 cantones y 123 comunas.

## División territorial

### Cantones
Los cantones del distrito de Vannes son:
1. Cantón de Allaire
2. Cantón de Elven
3. Cantón de La Gacilly
4. Cantón de Grand-Champ
5. Cantón de Guer
6. Cantón de Malestroit
7. Cantón de Mauron
8. Cantón de Muzillac
9. Cantón de Ploërmel
10. Cantón de Questembert
11. Cantón de La Roche-Bernard
12. Cantón de Rochefort-en-Terre
13. Cantón de Sarzeau
14. Cantón de La Trinité-Porhoët
15. Cantón de Vannes-Centre
16. Cantón de Vannes-Est
17. Cantón de Vannes-Ouest

### Comunas
| 1. Allaire (56001)                         | 2. Ambon (56002)                   | 3. Arradon (56003)                  | 4. Arzal (56004)                     |
| 5. Arzon (56005)                           | 6. Augan (56006)                   | 7. Baden (56008)                    | 8. Beignon (56012)                   |
| 9. Berric (56015)                          | 10. Billiers (56018)               | 11. Bohal (56020)                   | 12. Brandivy (56022)                 |
| 13. Brignac (56025)                        | 14. Béganne (56011)                | 15. Caden (56028)                   | 16. Camoël (56030)                   |
| 17. Campénéac (56032)                      | 18. Carentoir (56033)              | 19. Caro (56035)                    | 20. La Chapelle-Caro (56037)         |
| 21. La Chapelle-Gaceline (56038)           | 22. Colpo (56042)                  | 23. Concoret (56043)                | 24. Cournon (56044)                  |
| 25. Le Cours (56045)                       | 26. Damgan (56052)                 | 27. Elven (56053)                   | 28. Les Fougerêts (56060)            |
| 29. Férel (56058)                          | 30. La Gacilly (56061)             | 31. Glénac (56064)                  | 32. Gourhel (56065)                  |
| 33. Grand-Champ (56067)                    | 34. Guer (56075)                   | 35. Le Guerno (56077)               | 36. Guilliers (56080)                |
| 37. Le Hézo (56084)                        | 38. Larmor-Baden (56106)           | 39. Larré (56108)                   | 40. Lauzach (56109)                  |
| 41. Limerzel (56111)                       | 42. Lizio (56112)                  | 43. Locmaria-Grand-Champ (56115)    | 44. Locqueltas (56120)               |
| 45. Loyat (56122)                          | 46. Malansac (56123)               | 47. Malestroit (56124)              | 48. Marzan (56126)                   |
| 49. Mauron (56127)                         | 50. Meucon (56132)                 | 51. Missiriac (56133)               | 52. Mohon (56134)                    |
| 53. Molac (56135)                          | 54. Monteneuf (56136)              | 55. Monterblanc (56137)             | 56. Monterrein (56138)               |
| 57. Montertelot (56139)                    | 58. Muzillac (56143)               | 59. Ménéac (56129)                  | 60. Nivillac (56147)                 |
| 61. Noyal-Muzillac (56149)                 | 62. Noyalo (56150)                 | 63. Néant-sur-Yvel (56145)          | 64. Peillac (56154)                  |
| 65. Plaudren (56157)                       | 66. Plescop (56158)                | 67. Pleucadeuc (56159)              | 68. Ploeren (56164)                  |
| 69. Ploërmel (56165)                       | 70. Pluherlin (56171)              | 71. Porcaro (56180)                 | 72. Péaule (56153)                   |
| 73. Pénestin (56155)                       | 74. Quelneuc (56183)               | 75. Questembert (56184)             | 76. Rieux (56194)                    |
| 77. Le Roc-Saint-André (56197)             | 78. La Roche-Bernard (56195)       | 79. Rochefort-en-Terre (56196)      | 80. Ruffiac (56200)                  |
| 81. Réminiac (56191)                       | 82. Saint-Abraham (56202)          | 83. Saint-Armel (56205)             | 84. Saint-Avé (56206)                |
| 85. Saint-Brieuc-de-Mauron (56208)         | 86. Saint-Congard (56211)          | 87. Saint-Dolay (56212)             | 88. Saint-Gildas-de-Rhuys (56214)    |
| 89. Saint-Gorgon (56216)                   | 90. Saint-Gravé (56218)            | 91. Saint-Guyomard (56219)          | 92. Saint-Jacut-les-Pins (56221)     |
| 93. Saint-Jean-la-Poterie (56223)          | 94. Saint-Laurent-sur-Oust (56224) | 95. Saint-Léry (56225)              | 96. Saint-Malo-de-Beignon (56226)    |
| 97. Saint-Malo-des-Trois-Fontaines (56227) | 98. Saint-Marcel (56228)           | 99. Saint-Martin-sur-Oust (56229)   | 100. Saint-Nicolas-du-Tertre (56230) |
| 101. Saint-Nolff (56231)                   | 102. Saint-Perreux (56232)         | 103. Saint-Vincent-sur-Oust (56239) | 104. Sarzeau (56240)                 |
| 105. Sulniac (56247)                       | 106. Surzur (56248)                | 107. Séné (56243)                   | 108. Sérent (56244)                  |
| 109. Taupont (56249)                       | 110. Theix (56251)                 | 111. Théhillac (56250)              | 112. Le Tour-du-Parc (56252)         |
| 113. Treffléan (56255)                     | 114. La Trinité-Porhoët (56257)    | 115. La Trinité-Surzur (56259)      | 116. Tréal (56253)                   |
| 117. Trédion (56254)                       | 118. Tréhorenteuc (56256)          | 119. Vannes (56260)                 | 120. La Vraie-Croix (56261)          |
| 121. Évriguet (56056)                      | 122. Île-aux-Moines (56087)        | 123. Île-d'Arz (56088)              |                                      |